# Maskanah (nahija)
Nahija Maskanah (ar. ناحية مسكنة) je nahija u okrugu Manbij, u sirijskoj pokrajini Alep. Površina nahije je 506,27 km2. Po popisu iz 2004. (prije rata), nahija je imala 64.829 stanovnika. Administrativno sjedište je u naselju Maskanah.